# Nintendo Direct
Nintendo Direct (任天堂ダイレクト Nintendō dairekuto) es una presentación en línea realizada por la compañía Nintendo, donde se presenta información de contenidos o franquicias relacionadas con Nintendo, como puede ser información sobre sus juegos y consolas. El evento es presentado por las diferentes divisiones donde reside la compañía, según la región. Esta presentación comenzó orientándose hacia Japón, pero después se fue extendiendo para América y Europa. Cada presidente de las divisiones, orientan sus comentarios e información a su estado de residencia, por lo tanto, varía la información.

## Historia
Comenzó tan simple como una conferencia en donde se intentaba antes competir en lo que sería la próxima portátil de Sony, la PlayStation Vita, hablando únicamente de la portátil de Nintendo, la Nintendo 3DS, sobre en ese momento su poco contenido que vendría con la consola y de unos pocos anuncios que se esperarían al llegar al mercado internacional. Más tarde para su segunda edición se mostraron algunos tráileres de juegos que serían lanzados para la Nintendo 3DS en 2012 y contenido descargable en Nintendo eShop (para Japón) pero en esta versión se comenzó a hablar también de contenido para la Wii; y así comenzó a hacer eco internacional logrando que América y Europa pudiera pregrabar estas conferencias desde Japón.

## Objetivo
A través de este tipo de programas, Nintendo quiere que sus clientes conozcan de mejor manera las actualizaciones, lo nuevo que se vendrá en sus sistemas de entretenimiento y la interacción por medio de entrevistas, comentarios o preguntas a los respectivos productores del juego al que se cita. Varían las conferencias según la compañía lo desee, pueden en algunas ocasiones hablar de solo una videoconsola, o de las dos al mismo tiempo, mencionan a detalle el proceso y la forma en que se están desarrollando su software y hardware. Gracias a esto, la prensa de los videojuegos y el mercado en sí, estarán muy enterados de lo que compañía está desarrollando en un futuro o están por publicarse. La base de estas conferencias es el modo en que se emplean, pues es muy original, y su finalidad es que el cliente conozca lo que Nintendo está desarrollando para el entretenimiento y puedan estar seguros de su compra.

## Presentaciones
- Nintendo Direct: Presentación de 15-50 minutos donde se muestran las novedades de Nintendo para Nintendo Switch. Anteriormente se mostraban novedades de Wii, Wii U, Nintendo DS y Nintendo 3DS.

- Nintendo Direct Mini/Micro: Presentación donde se muestran pequeñas novedades de Nintendo para Nintendo Switch. Anteriormente se mostraban novedades de Wii U y Nintendo 3DS. No suelen superar los 15 minutos de duración, pero el 26/03/2020, tuvo lugar un evento de este tipo que alcanzó los 28:55 minutos.
- Nintendo Direct Mini: Partner Showcase: Presentación de corta duración donde se muestran novedades sobre próximos títulos de los socios desarrolladores y distribuidores de Nintendo. La primera presentación de este tipo se publicó el 20/07/2020, y la compañía ha confirmado que a lo largo del año tendrán lugar más eventos "Partner Showcase".
- Nintendo Direct Especial: Presentación en donde se muestra información y detalles sobre un juego en específico.
- Nintendo Direct Mobile: Presentación en donde se muestra información y detalles sobre un juego para móviles de Nintendo.
- Nintendo 3DS Direct: Era una presentación  de 15-45 minutos donde se muestran novedades de Nintendo específicamente para Nintendo 3DS.
- Wii U Direct: Era una presentación de 15-45 minutos donde se muestran novedades de Nintendo específicamente para Wii U.
- Super Smash Bros. Ultimate – Mr. Sakurai Presents: Una presentación similar a los "Super Smash Bros. Ultimate Direct" que comenzó con la llegada del héroe de la saga Dragon Quest, donde Masahiro Sakurai presenta los nuevos luchadores DLC para Super Smash Bros. Ultimate con un gameplay de los movimientos de cada personaje, y otros datos interesantes sobre cambios en el juego.
- Pokémon Presents: Una presentación parecida a los "Pokémon Direct" donde se muestran noticias sobre juegos ya anunciados de la saga y juegos totalmente nuevos. La primera presentación "Pokémon Presents" tuvo lugar el 17/06/2020, con una segunda parte justo una semana después, el 24/06/2020.

| Logo | Descripción | Nombre de la transmisión                                         | Duración                                          | Día                                      | Presentador o presentadores                                                                 | Regiones emitidas                                                              |
| ---- | --- | ---------------------------------------------------------------- | ------------------------------------------------- | ---------------------------------------- | ------------------------------------------------------------------------------------------- | ------------------------------------------------------------------------------ |
|      | Software que llegará a Nintendo 3DS y Wii. | Nintendo Direct                                                  | 37:20 (Japón) 7:30 (América)                      | 21/10/2011                               | Satoru Iwata (Japón) Reggie Fils-Aimé (América)                                             | Japón y América                                                                |
|      | Software que llegará a Nintendo 3DS y Wii (fue transmitido solo en Japón). | Nintendo Direct                                                  | 42:38                                             | 27/12/2011                               | Satoru Iwata                                                                                | Japón                                                                          |
|      | Software que llegará a Nintendo 3DS y Wii. | Nintendo Direct                                                  | 42:58 (Europa y Australia) 11:58 (América)        | 22/02/2012                               | Satoru Iwata (Europa y Australia) Reggie Fils-Aimé (América)                                | Europa, Australia y América                                                    |
|      | Software que llegará a Nintendo 3DS y Wii. | Nintendo Direct                                                  | 32:56                                             | 21/04/2012                               | Satoru Shibata                                                                              | Europa y Australia                                                             |
|      | Explicación sobre el hardware e interfaz de Wii U y Wii U GamePad. | Nintendo Direct Pre E3 2012                                      | 30:28                                             | 03/06/2012                               | Satoru Iwata                                                                                | Japón, América, Europa y Australia                                             |
|      | Revelación de Nintendo 3DS XL y software que llegará a Nintendo 3DS y Wii. | Nintendo Direct                                                  | 32:31 (Japón, Europa y Australia) 21:12 (América) | 21/06/2012                               | Satoru Iwata (Japón, Europa y Australia) Satoru Shibata (Europa) Reggie Fils-Aimé (América) | Japón, Europa, Australia y América                                             |
|      | Características, software y fecha de lanzamiento de Wii U. | Wii U Direct                                                     | 40:50                                             | 13/09/2012                               | Satoru Iwata Satoru Shibata (Europa)                                                        | Japón, Europa, Australia y América                                             |
|      | DLC para New Super Mario Bros. 2. | Nintendo Direct Mini                                             | 5:15                                              | 02/10/2012                               | Satoru Iwata Reggie Fils-Aimé (América)                                                     | Japón, Europa y América                                                        |
|      | Centrado en juegos para Nintendo 3DS. | Nintendo Direct                                                  | 29:05                                             | 04/10/2012                               | Satoru Shibata                                                                              | Europa y Australia                                                             |
|      | Centrado en juegos para Nintendo 3DS. | Nintendo Direct                                                  | 30:10                                             | 25/10/2012                               | Satoru Iwata (Japón) Reggie Fils-Aimé (América)                                             | Japón y América                                                                |
|      | Unboxing de Wii U. | Wii U Direct                                                     | 5:34                                              | 07/11/2012                               | Satoru Iwata                                                                                | Japón, Europa y Australia                                                      |
|      | DLC para New Super Mario Bros. 2. | Nintendo Direct Mini                                             | 3:40                                              | 27/11/2012                               | Satoru Iwata                                                                                | Japón, Europa y América                                                        |
|      | Novedades que llegarán a Wii U y Nintendo 3DS. | Nintendo Direct                                                  | 44:27 (Japón, Europa y Australia) 30:03 (América) | 05/12/2012                               | Satoru Iwata (Japón y Australia) Satoru Shibata (Europa) Reggie Fils-Aimé (América)         | Japón, Europa, Australia y América                                             |
|      | Repaso a la historia de Pokémon y revelación de Pokémon X y Pokémon Y. | Pokémon Direct                                                   | 11:08                                             | 08/01/2013                               | Satoru Iwata                                                                                | Japón, Europa, Australia y América                                             |
|      | Planes, actualizaciones y futuras novedades que llegaran para Wii U. | Wii U Direct                                                     | 35:22                                             | 23/01/2013                               | Satoru Iwata                                                                                | Japón, Europa, Australia y América                                             |
|      | Revelación del año de Luigi, además de juegos de Nintendo 3DS y pocas novedades de Wii U. | Nintendo Direct                                                  | 37:30                                             | 14/02/2013                               | Satoru Iwata Satoru Shibata (Europa)                                                        | Japón, Europa, Australia y América                                             |
|      | Revelación y detalles de Flipnote Studio 3D. | Nintemdo Direct Mini                                             | 6:36                                              | 13/03/2013                               | Satoru Iwata                                                                                | Japón, Europa, Australia y América                                             |
|      | Nuevos anuncios del año de Luigi, muchos anuncios para Nintendo 3DS y pocas novedades de Wii U. | Nintendo Direct                                                  | 36:58                                             | 17/04/2013                               | Satoru Iwata.                                                                               | Japón, Europa, Australia y América                                             |
|      | Novedades que llegarán a Wii U y Nintendo 3DS. | Nintendo Direct                                                  | 28:48                                             | 17/05/2013                               | Satoru Iwata                                                                                | Japón, Europa, Australia y América                                             |
|      | Juegos que se presentarán en el E3 2013 tanto para Wii U y Nintendo 3DS. | Nintendo Direct @ E3 2013                                        | 41:18                                             | 11/06/2013                               | Satoru Iwata                                                                                | Japón, Europa, Australia y América                                             |
|      | Información centrada en Pikmin 3 (fue transmitido solo en Japón). | Pikmin 3 Direct                                                  | 20:53                                             | 26/06/2013                               | Shigeru Miyamoto                                                                            | Japón                                                                          |
|      | Novedades que llegarán a Wii U y Nintendo 3DS. | Nintendo Direct Mini                                             | 22:20(América) 17:32 (Europa)                     | 17/07/2013                               | Bill Trinen (América) Satoru Shibata (Europa)                                               | América y Europa                                                               |
|      | Novedades que llegarán a Wii U y Nintendo 3DS. | Nintendo Direct                                                  | 28:35                                             | 07/08/2013                               | Satoru Iwata                                                                                | Japón, Europa, Australia y América                                             |
|      | Novedades, información y detalles sobre The Wonderdul 101. | The Wonderful 101 Direct                                         | 20:37                                             | 09/08/2013                               | Hideki Kamiya                                                                               | Japón, Europa, Australia y América                                             |
|      | Detalles e información sobre los juegos de Pokémon: Pokémon X y Pokémon Y. | Pokémon Direct                                                   | 19:25                                             | 04/09/2013                               | Tsunekazu Ishihara Satoru Iwata Yunichi Masuda                                              | Japón, Europa, Australia y América                                             |
|      | Nueva información sobre Wii Fit U (incluida su fecha de lanzamiento). | Wii Fit U Direct                                                 | 20:30                                             | 18/09/2013                               | Satoru Iwata                                                                                | Japón, Europa, Australia y América                                             |
|      | Información de juegos que llegaran a Wii U y Nintendo 3DS e Wii durante finales de 2013. | Nintendo Direct                                                  | 29:32                                             | 01/10/2013                               | Satoru Iwata Daemon Backer (América)                                                        | Japón, Australia y América                                                     |
|      | Información de juegos que llegaran a Nintendo 3DS y pocos anuncios de Wii U que llegaran a finales de 2013. | Nintendo Direct                                                  | 33:55                                             | 13/11/2013                               | Reggie Fils-Aimé y Bill Trinen (América) Satoru Shibata (Europa y Australia)                | América, Europa y Australia                                                    |
|      | Demostración del Software Nintendo 3DS Guide Louvre. | Nintendo 3DS Guide Louvre Direct Mini                            | 12:23                                             | 27/11/2013                               | Satoru Iwata y Shigeru Miyamoto                                                             | Japón, Europa, Australia y América                                             |
|      | Información y novedades de juegos que llegaran a Wii U y Nintendo 3DS. | Nintendo Direct                                                  | 33:34                                             | 18/12/2013                               | Satoru Iwata Satoru Shibata (Europa) Reggie Fils-Aimé (América)                             | Japón, Europa, Australia y América                                             |
|      | Información y novedades de juegos que llegarán a Wii U y Nintendo 3DS. | Nintendo Direct                                                  | 40:40                                             | 13/02/2014                               | Satoru Iwata Satoru Shibata (Europa)                                                        | Japón, Europa, Australia y América                                             |
|      | Nueva información y detalles de Super Smash Bros. para Nintendo 3DS y Wii U. | Super Smash Bros for Wii U/ 3DS Direct                           | 39:05                                             | 09/04/2014                               | Masahiro Sakurai                                                                            | Japón, Europa, Australia y América                                             |
|      | Revelación para otros territorios de Tomodachi Life. | Tomodachi Life Direct                                            | 11:00                                             | 10/04/2014                               | Bill Trinen (América) Satoru Shibata (Europa)                                               | Europa y América                                                               |
|      | Información y detalles sobre Mario Kart 8. | Mario Kart 8 Direct                                              | 36:12                                             | 30/04/2014                               |                                                                                             | Japón, Europa, Australia y América                                             |
|      | Juegos que se presentarán en el E3 2014 tanto para Wii U y Nintendo 3DS. | Nintendo Digital Event                                           | 46:40                                             | 10/06/2014                               | Reggie Fils-Aimé                                                                            | Japón, Europa, Australia, América y Corea del sur                              |
|      | Nueva información y detalles de Hyrule Warriors. | Hyrule Warriors Direct                                           | 26:22                                             | 04/08/2014                               | Yasuke Hayashi y Eiji Aonuma                                                                | Japón, Europa, Australia y América                                             |
|      | Información y novedades de Bayonetta 2. | Bayonetta 2 Direct                                               | 30:47                                             | 04/09/2014                               |                                                                                             | Japón, Europa, Australia y América                                             |
|      | Información, detalles y novedades para juegos de Wii U y Nintendo 3DS. | Nintendo Direct                                                  | 36:36 (Europa, Australia y Japón) 33:13 (América) | 05/11/2014                               | Satoru Iwata Bill Trinen (América) Satoru Shibata (Europa)                                  | Japón, Europa, Australia y América                                             |
|      | Revelación de la New Nintendo 3DS y la New Nintendo 3DS XL. Información, detalles y novedades para juegos de Wii U y Nintendo 3DS. | Nintendo Direct                                                  | 40:40                                             | 14/01/2015                               | Satoru Iwata Bill Trinen y Reggie Fils-Aimé (América) Satoru Shibata (Europa)               | Japón, Europa, Australia y América                                             |
|      | Novedades y detalles y información de DLC para juegos que llegarán a Wii U y Nintendo 3DS. | Nintendo Direct                                                  | 50:46 (Japón) 48:20 (América y Europa)            | 01/04/2015                               | Satoru Iwata Shigeki Morimoto (Japón) Bill Trinen (América) Satoru Shibata (Europa)         | Japón, Europa, Australia y América                                             |
|      | Información, detalles y novedades sobre Splatoon. | Splatoon Direct                                                  | 32:16                                             | 07/05/2015                               |                                                                                             | Japón, Europa, Australia y América                                             |
|      | Información y novedades de juegos de Wii U y Nintendo 3DS previo al E3 2015 (transmitido solo en Japón). | Nintendo Direct                                                  | 36:15                                             | 31/05/2015                               | Shigeki Morimoto                                                                            | Japón                                                                          |
|      | Información y novedades de juegos de Wii U y Nintendo 3DS previo al E3 2015 (similar al Direct Mini, transmitido solo en América). | Nintendo Direct Micro                                            | 17:11                                             | 01/06/2015                               | Bill Trinen                                                                                 | América                                                                        |
|      | Juegos que se presentaron en el E3 2015 tanto para Wii U y Nintendo 3DS. | Nintendo Digital Event                                           | 48:25                                             | 16/06/2015                               | Reggie Fils-Aimé                                                                            | Japón, Europa, Australia, América y Corea del sur                              |
|      | Tras la muerte de Satoru Iwata, los Nintendo Direct se quedaron en pausa hasta noviembre de 2015. |                                                                  |                                                   |                                          |                                                                                             |                                                                                |
|      | Tras la muerte de Satoru Iwata, vuelven los Nintendo Direct, mostrando novedades para Wii U y Nintendo 3DS. | Nintendo Direct                                                  | 45:11 (América, Europa y Australia) 39:45 (Japón) | 11/11/2015                               | Shigeki Morimoto (Japón) Reggie Fils-Aimé y Bill Trinen (América) Satoru Shibata (Europa)   | Japón, Europa, Australia y América                                             |
|      | Repaso a la historia de Pokémon, anuncio de Pokémon Sol y Luna y llegada de Pokémon Rojo, Azul y Pokémon Amarillo llegan a la Consola Virtual de 3DS. | Pokémon Direct                                                   | 6:30                                              | 26/02/2016                               | Tsunekazu Ishihara                                                                          | Japón, Europa, Australia, América, Hong Kong y Taiwán                          |
|      | Novedades para Wii U y Nintendo 3DS. | Nintendo Direct                                                  | 42:05 (Europa) 41:25 (América) 39:35 (Japón)      | 03/03/2016                               | Bill Trinen (América) Satoru Shibata (Europa) Shigeki Morimoto (Japón)                      | Japón, Europa, Australia y América                                             |
|      | Nintendo en el E3 2016 solo mostró The Legend of Zelda: Breath of the Wild y otros juegos de 3DS, como Pokémon Sol y Pokémon Luna. | Nintendo Treehouse: Live @ E3 2016                               |                                                   | 14/06 - 16/06/2016                       |                                                                                             |                                                                                |
|      | Anuncios de juegos para Nintendo 3DS para finales de 2016. | Nintendo 3DS Direct                                              | 33:30 (América y Europa) 41:58 (Japón)            | 01/09/2016                               | Shigeki Morimoto (Japón) Satoru Shibata (Europa) Miembros de Treehouse (América)            | Japón, Europa, Australia y América                                             |
|      | Información y actualizaciones de Animal Crossing. | Animal Crossing Direct                                           | 17:41                                             | 02/11/2016                               | Hisashi Nogami                                                                              | Japón, Europa, Australia y América                                             |
|      | Novedades y detalles de Miitopia (transmitido solo en Japón). | Miitopia Direct                                                  |                                                   | 05/11/2016                               |                                                                                             | Japón                                                                          |
|      | Conferencia brindada por Nintendo para presentar su nuevo hardware Nintendo Switch, mostrando software, características y especificaciones. | Nintendo Switch Presentation 2017                                | 1:41:06                                           | 12/01/2017                               | Tatsumi Kimishima                                                                           | Japón, Europa, Australia, América, Hong Kong y Taiwán                          |
|      | Novedades y futuro de la saga Fire Emblem. | Fire Emblem Direct                                               | 19:05                                             | 18/01/2017                               |                                                                                             | Japón, Europa, Australia, América, Hong Kong y Taiwán                          |
|      | A partir de aquí, los Nintendo Direct opta a un nuevo formato donde los diferentes anuncios se enseñan en una serie de titulares. Muestra novedades para Nintendo 3DS y la nueva consola Nintendo Switch con focos en Arms y Splatoon 2. | Nintendo Direct                                                  | 35:17                                             | 12/04/2017                               | Yoshiaki Koizumi                                                                            | Japón, Europa, Australia y América                                             |
|      | Información, detalles y novedades sobre Arms. | Arms Direct                                                      | 22:42                                             | 17/05/2017                               |                                                                                             | Japón, Europa, Australia y América                                             |
|      | Futuro de Pokémon, anuncio de Pokkén Tournament DX, Pokémon Ultrasol y Ultraluna, torneo previo al E3 2017 y la llegada de Pokémon Oro y Pokémon Plata a la Consola Virtual de 3DS. | Pokémon Direct                                                   | 8:10                                              | 06/06/2017                               | Tsunekazu Ishihara                                                                          | Japón, Europa, Australia, América, Hong Kong y Taiwán                          |
|      | Conferencia brindada por Nintendo para presentar sus nuevos juegos para la consola Nintendo Switch en el E3 2017. | Nintendo Spotlight: E3 2017                                      | 24:58                                             | 13/06/2017                               | Reggie Fils-Aimé                                                                            | Japón, Europa, Australia, América, Hong Kong y Taiwán                          |
|      | Información, detalles y novedades sobre Splatoon 2. | Splatoon 2 Direct                                                | 26:32                                             | 06/07/2017                               |                                                                                             | Japón, Europa, Australia y América                                             |
|      | Novedades para Nintendo 3DS y Nintendo Switch con un poco de información de Pokémon Ultrasol y Pokémon Ultraluna, Xenoblade Chronicles 2, Octopath Traveller y Super Mario Odyssey. | Nintendo Direct                                                  | 46:46                                             | 13/09/2017                               | Yoshiaki Koizumi                                                                            | Japón, Europa, Australia y América                                             |
|      | Revelación y detalles de Animal Crossing Pocket Camp. | Animal Crossing Mobile Direct                                    | 13:41                                             | 24/10/2017                               | Hisashi Nogami                                                                              | Japón, Europa, Australia y América                                             |
|      | Información y detalles de Xenoblade Chronicles 2. | Xenoblade Chronicles 2 Direct                                    | 16:35                                             | 07/11/2017                               |                                                                                             | Japón, Europa, Australia y América                                             |
|      | Presentación de Nintendo Direct pequeña, a partir de aquí los Direct optan por otro nuevo formato. La presentación esta centrada en juegos próximos a estrenarse para Nintendo Switch. | Nintendo Direct Mini                                             | 14:22                                             | 11/01/2018                               |                                                                                             | Japón, Europa, Australia y América                                             |
|      | Presentación de juegos que llegaran a 3DS y Nintendo Switch con información previa al E3 2018 y también Mario Tennis Aces. | Nintendo Direct                                                  | 34:17                                             | 08/03/2018                               | Yoshiaki Koizumi                                                                            | Japón, Europa, Australia y América                                             |
|      | Presentación de Nintendo para el E3 2018 con juegos para Nintendo Switch y información de Super Smash Bros. Ultimate. | Nintendo Direct E3 2018                                          | 42:45                                             | 12/06/2018                               | Reggie Fils-Aimé                                                                            | Japón, Europa, Australia, América, Hong Kong y Taiwán                          |
|      | Nuevas novedades, información y detalles de Super Smash Bros. Ultimate. | Super Smash Bros. Ultimate Direct                                | 26:58                                             | 08/08/2018                               | Masahiro Sakurai                                                                            | Japón, Europa, Australia, América, Hong Kong y Taiwán                          |
|      | Nuevas novedades, información y detalles de Dragalia Lost. | Dragalia Lost Mobile Direct                                      | 13:27                                             | 29/08/2018                               |                                                                                             | Japón, América, Hong Kong y Taiwán                                             |
|      | Presentación de juegos que llegarán a Nintendo Switch y 3DS a finales de 2018 y principios de 2019 con información de Nintendo Switch Online (fue planeado para el 6 de septiembre, pero debido al terremoto en Hokkaidō fue retrasado). | Nintendo Direct                                                  | 38:13                                             | 13/09/2018 (planeado para el 06/09/2018) | Shinya Takahashi                                                                            | Japón, Europa, Australia, América y Hong Kong                                  |
|      | Nueva información, modos y personajes previo al lanzamiento de Super Smash Bros. Ultimate. | Super Smash Bros. Ultimate Direct                                | 40:50                                             | 01/11/2018                               | Masahiro Sakurai                                                                            | Japón, América del Norte, Europa, Australia, Corea del Sur, Hong Kong, Taiwán  |
|      | Presentación de juegos de Nintendo Switch e información de Fire Emblem: Three Houses. | Nintendo Direct                                                  | 36:45                                             | 13/02/2019                               | Yoshiaki Koizumi                                                                            | Japón, Europa, Australia y América                                             |
|      | Información y revelación de Pokémon Espada y Escudo (iniciales, nombres, región). | Pokémon Direct                                                   | 7:01                                              | 27/02/2019                               | Tsunekazu Ishihara, Junichi Masuda, Shigeru Ohmori                                          | Japón, América del Norte, Europa, Australia, Corea del Sur, Hong Kong          |
|      | Numerosa información, novedades y detalles sobre Super Mario Maker 2. | Super Mario Maker 2 Direct                                       | 17:17                                             | 15/05/2019                               |                                                                                             | Japón, América del Norte, Europa, Australia                                    |
|      | Nueva información, detalles y novedades de Pokémon espada y Pokémon escudo (revelación de nuevos Pokémon, personajes, mecánicas, etc.). | Pokémon Direct                                                   | 16;41                                             | 05/06/2019                               | Tsunekazu Ishihara, Shigeru Ohmori, Junochi Masuda                                          | Japón, América del Norte, Europa, Australia, Corea del Sur, Hong Kong          |
|      | Novedades, información y detalles sobre juegos que saldrán en Nintendo Switch en el E3 2019 de Nintendo. | Nintendo Direct: E3 2019                                         | 42:52                                             | 11/06/2019                               | Doug Bowser, Yoshiaki Koizumi, Shinya Takahashi                                             | Japón, América del Norte, Europa, Australia, Corea del Sur, Hong Kong, Taiwán  |
|      | Presentación de juegos que llegarán a Nintendo Switch a finales de 2019 y principios de 2020 con información de Pokémon Espada y Escudo y Luigi's Mansion 3. En esta ocasión se optó por renovar el diseño. Se modificaron la introducción, los titulares, las transiciones, etc. | Nintendo Direct                                                  | 38:43                                             | 04/09/2019                               | Shinya Takahashi                                                                            | Japón, Europa, Australia y América                                             |
|      | Presentación de las novedades de Pokémon para 2020, se revela Pokémon Mundo Misterioso: Equipo de Rescate Azul y Equipo de Rescate Rojo DX; Además del Anuncio de un pase de temporada para Pokémon Espada y Escudo. | Pokémon Direct                                                   | 20:36                                             | 09/01/2020                               | Tsunekazu Ishihara, Shigeru Ohmori, Junochi Masuda                                          | Japón, América del Norte, Europa, Australia, Corea del Sur, Hong Kong          |
|      | Revelación y gameplay del quinto personaje DLC para Super Smash Bros. Ultimate, Byleth, presentado por Masahiro Sakurai. | Super Smash Bros. Ultimate – Mr. Sakurai Presents "Byleth"       | 38:42                                             | 16/01/2020                               | Masahiro Sakurai                                                                            | Japón, América del Norte, Europa, Australia, Corea del Sur, Hong Kong, Taiwán  |
|      | Novedades de Animal Crossing: New Horizons antes de su salida al mercado el 20 de marzo de 2020. | Animal Crossing: New Horizons Direct                             | 27:48                                             | 20/02/2020                               |                                                                                             | Japón, América del Norte, Europa, Australia, Corea del Sur, Hong Kong, Taiwán  |
|      | Nueva presentación donde se muestran detalles de nuevas expansiones, contenidos, y pruebas gratuitas de juegos que están o estarán disponibles en Nintendo Switch alrededor de este año. | Nintendo Direct Mini                                             | 28:55                                             | 26/03/2020                               |                                                                                             | Japón, América del Norte, Europa, Australia                                    |
|      | Primera parte de una presentación donde se mostraron novedades sobre Pokémon. Se revelaron Pokémon Smile, Pokémon Café Mix, New Pokémon Snap, y novedades para Pokémon GO y de Pokémon Espada y Escudo. | Pokémon Presents                                                 | 10:50                                             | 17/06/2020                               | Tsunekazu Ishihara                                                                          | Japón, América del Norte, Europa, Australia, Corea del Sur, Hong Kong          |
|      | Revelación y gameplay del primer personaje DLC del Fighters Pass Vol. 2 para Super Smash Bros. Ultimate, Min Min. | Super Smash Bros. Ultimate – Mr. Sakurai Presents "Min Min"      | 35:26                                             | 22/06/2020                               | Masahiro Sakurai                                                                            | Japón, América del Norte, Europa, Australia, Corea del Sur, Hong Kong, Taiwán  |
|      | Segunda parte de una presentación donde se mostró Pokémon Unite, un MOBA desarrollado por TiMi Studios y publicado por Tencent, para dispositivos móviles y Nintendo Switch. | Pokémon Presents                                                 | 11:04                                             | 24/06/2020                               | Tsunekazu Ishihara, Steven Ma, Masaaki Hoshino                                              | Japón, América del Norte, Europa, Australia, Corea del Sur, Hong Kong          |
|      | Nueva presentación donde se muestran detalles sobre próximos títulos de los socios desarrolladores y distribuidores de Nintendo, como Shin Megami Tensei V. | Nintendo Direct Mini: Partner Showcase                           | 8:14                                              | 20/07/2020                               |                                                                                             | Japón, América del Norte, Europa, Australia                                    |
|      | Nueva presentación donde se muestran detalles sobre próximos títulos de los socios desarrolladores y distribuidores de Nintendo. Entre las novedades de este nuevo evento están Taiko no Tatsujin: Rhythmic Adventure Pack, Puyo Puyo Tetris 2, y más. | Nintendo Direct Mini: Partner Showcase                           | 11:47                                             | 26/08/2020                               |                                                                                             | Japón, América del Norte, Europa, Australia                                    |
|      | Presentación especial donde Nintendo muestra novedades y sus planes para celebrar el 35 aniversario de Super Mario Bros. donde se mostraron nuevos productos, eventos y juegos. | Super Mario Bros. 35th Anniversary Direct                        | 16:02                                             | 3/09/2020                                |                                                                                             | Japón, América del Norte, Europa, Australia                                    |
|      | Nueva presentación donde se muestran detalles sobre próximos títulos de los socios desarrolladores y distribuidores de Nintendo. Entre las novedades están: Monster Hunter Rise, Monster Hunter Stories 2, Disguea 6, entre otros. | Nintendo Direct Mini: Partner Showcase                           | 15:37                                             | 17/09/2020                               |                                                                                             | Japón, América del Norte, Europa, Australia                                    |
|      | Información, novedades y detalles sobre los nuevos juegos de Monster Hunter: Monster Hunter Rise y Monster Hunter Stories 2. | Monster Hunter Direct                                            | 16:16                                             | 17/09/2020                               | Ryozo Tsujimoto                                                                             | Japón, América del Norte, Europa, Australia                                    |
|      | Revelación y gameplay del segundo personaje del Fighters Pass Vol. 2 para Super Smash Bros. Ultimate, Steve & Alex (Minecraft). | Super Smash Bros. Ultimate – Mr. Sakurai Presents "Steve & Alex" | 45:44                                             | 03/10/2020                               | Masahiro Sakurai                                                                            | Japón, América del Norte, Europa, Australia, Corea del Sur, Hong Kong, Taiwán  |
|      | Nueva presentación donde se muestran detalles sobre próximos títulos de los socios desarrolladores y distribuidores de Nintendo. Entre las novedades están: Bravely Default 2, No More Heroes 3, Hyrule Warriors: Age of Calamity, entre otros. | Nintendo Direct Mini: Partner Showcase                           | 18:58                                             | 28/10/2020                               |                                                                                             | Japón, América del Norte, Europa, Australia                                    |
|      | Un vistazo al parque de diversiones que desarrolla Nintendo con Universal Studios Japan, llamado Super Nintendo World. | Super Nintendo World Direct                                      | 15:30                                             | 18/12/2020                               | Shigeru Miyamoto                                                                            | Japón, América del Norte, Europa, Australia                                    |
|      | Anuncios de los juegos de la primera mitad de 2021 y anuncios sobre Super Smash Bros. Ultimate. Entre las novedades, Miitopia para el 21 de mayo, Mario Golf: Super Rush para el 25 de junio, The Legend of Zelda: Skyward Sword HD para el 16 de julio y Splatoon 3 para 2022. | Nintendo Direct                                                  | 50:46                                             | 17/02/2021                               | Shinya Takahashi                                                                            | Japón, América del Norte, Europa, Australia                                    |
|      | Nueva presentación enfocada en Pokémon, con motivo del 25.º aniversario de Pokémon. Aparte de un video recopilatorio de todas las generaciones de la saga, se nos muestran Pokémon Diamante Brillante y Pokémon Perla Reluciente (remakes de los juegos originales de Nintendo DS) para finales de 2021 y un mundo abierto al estilo Breath of the Wild, Leyendas Pokémon: Arceus para principios de 2022. | Pokémon Presents                                                 | 20:26                                             | 26/02/2021                               |                                                                                             | Japón, América del Norte, Europa, Australia, Corea del Sur, Hong Kong y Taiwán |
|      | Gameplay del cuarto personaje DLC del Fighters Pass Vol. 2 para Super Smash Bros. Ultimate, Pyra/Mythra. | Super Smash Bros. Ultimate – Mr. Sakurai Presents "Pyra/Mythra"  | 36:39                                             | 04/03/2021                               | Masahiro Sakurai                                                                            | Japón, América del Norte, Europa, Australia, Corea del Sur, Hong Kong, Taiwán  |
|      | Novedades, anuncios y información sobre videojuegos de Nintendo Switch, anuncios sobre Super Smash Bros. Ultimate, Mario Party Superstars, Shin Megami Tensei V, Metroid Dread y la secuela de Breath of the Wild. | Nintendo Direct E3 2021                                          | 38:50                                             | 15/06/2021                               | Shinya Takahashi, Yoshiaki Koizumi                                                          | Japón, América del Norte, Europa, Australia, Corea del Sur, Hong Kong          |
|      | Gameplay del quinto personaje DLC del Fighters Pass Vol. 2 para Super Smash Bros. Ultimate, Kazuya. | Super Smash Bros. Ultimate – Mr. Sakurai Presents "Kazuya"       | 40:49                                             | 28/06/2021                               | Masahiro Sakurai                                                                            | Japón, América del Norte, Europa, Australia, Corea del Sur, Hong Kong, Taiwán  |
|      | Juegos indie para Nintendo Switch. | Indie World                                                      | 22:27                                             | 11/08/2021                               |                                                                                             | América del Norte, Europa y Australia                                          |
|      | Información de todos los juegos actuales de Pokémon y los nuevos juegos de Pokémon que llegarán a Nintendo Switch: Pokémon Brilliant Diamond, Pokémon Shining Pearl y Pokémon Legends: Arceus. | Pokémon Presents                                                 | 27:27                                             | 18/08/2021                               |                                                                                             | Japón, América del Norte, Europa, Australia, Corea del Sur, Hong Kong y Taiwán |
|      | Novedades, anuncios y información sobre videojuegos de Nintendo Switch, anuncios sobre Super Smash Bros. Ultimate, Mario Party Superstars, Kirby and the Forgotten Land, Splatoon 3, Bayonetta, y la película de Super Mario. | Nintendo Direct                                                  | 40:34                                             | 23/09/2021                               | Yoshiaki Koizumi                                                                            | Japón, América del Norte, Europa, Australia                                    |
|      | Gameplay del sexto y último personaje DLC del Fighters Pass Vol. 2 para Super Smash Bros. Ultimate, Sora. | Super Smash Bros. Ultimate – Mr. Sakurai Presents "Sora"         | 42:16                                             | 05/10/2021                               | Masahiro Sakurai                                                                            | Japón, América del Norte, Europa, Australia, Corea del Sur, Hong Kong, Taiwán  |
|      | En esta presentación sobre Animal Crossing: New Horizons, se ha mostrado una amplia variedad de nuevas incorporaciones y opciones para enriquecer la vida de los jugadores en la isla. Algunas de estas novedades para Animal Crossing: New Horizons para Nintendo Switch, estarán disponibles por medio de una actualización gratuita el 5 de noviembre de 2021. | Animal Crossing: New Horizons Direct                             | 23:11                                             | 15/10/2021                               |                                                                                             | Japón, América del Norte, Europa y Australia                                   |
|      | Juegos indie para Nintendo Switch. | Indie World                                                      | 24:06                                             | 15/12/2021                               |                                                                                             | América del Norte, Europa y Australia                                          |
|      | Novedades, anuncios y información sobre videojuegos de Nintendo Switch, anuncios sobre Xenoblade Chronicles 3, Kirby and the Forgotten Land, Splatoon 3, Mario Kart 8 Deluxe: Booster Course Pass, Mario Strikers: Battle League Football, DLC para Metroid Dread, Fire Emblem Warriors. | Nintendo Direct                                                  | 1:02:53                                           | 09/02/2022                               | Yoshiaki Koizumi                                                                            | Japón, América del Norte, Europa, Australia                                    |
|      | Presentación de las novedades de Pokémon de 2022, donde se mostraron novedades sobre Pokémon. Se revelaron nuevos contenidos de Pokémon Unite, DLC para Leyendas Pokémon: Arceus, nuevas novedades de Pokémon Diamante Brillante y Pokémon Perla Reluciente, más novedades de Pokémon GO y la novena generación de Pokémon Escarlata y Pokémon Púrpura para finales de 2022. | Pokémon Presents                                                 | 13:59                                             | 27/02/2022                               | Tsunekazu Ishihara, Takato Utsunomiya                                                       | Japón, América del Norte, Europa y Australia                                   |
|      | Juegos indie para Nintendo Switch. | Indie World                                                      | 24:51                                             | 11/05/2022                               |                                                                                             | América del Norte, Europa y Australia                                          |
|      | En esta presentación sobre Xenoblade Chronicles 3, se dieron detalles sobre los personajes principales del juego, el mundo que podremos recorrer, su sistema de combate, las diferentes clases que podremos utilizar, los héroes que nos apoyarán en nuestra aventura y quizá lo más espectacular del juego: las temibles fusiones de «Uróboros». | Xenoblade Chronicles 3 Direct                                    | 24:25                                             | 22/06/2022                               |                                                                                             | Japón, América del Norte y Europa                                              |
|      | Anuncio de los nuevos juegos para Nintendo Switch: Monster Hunter Rise: Sunbreak, NieR: Automata, Lorelei and the Laser Eyes, Super Bomberman R 2, 10 juegos de Mega Man Battle Network, Pac-Man World Re-Pac, Sonic Frontiers, Return to Monkey Island, Mario + Rabbids Sparks of Hope, etc. | Nintendo Direct Mini: Partner Showcase                           | 26:05                                             | 28/06/2022                               |                                                                                             | Japón, América del Norte, Europa y Australia                                   |
|      | En esta presentación sobre Pokémon, se ha revelado nuevos detalles sobre Pokémon Escarlata y Pokémon Púrpura, que llegarán a Nintendo Switch el 18 de noviembre de 2022. Esta presentación también incluye noticias sobre Pokémon GO, Pokémon UNITE y Pokémon Café ReMix, además de un pequeño tráiler con algunas funciones que están por llegar a Pokémon Masters EX. | Pokémon Presents                                                 | 19:11                                             | 03/08/2022                               | Takato Utsunomiya, Chris Brown                                                              | Japón, América del Norte, Europa y Australia                                   |
|      | En esta presentación sobre Splatoon 3, se han podido ver más detalles sobre los tres principales modos de juego en Splatoon 3, que llegará a Nintendo Switch el 9 de septiembre de 2022. | Splatoon 3 Direct                                                | 31:57                                             | 10/08/2022                               |                                                                                             | Japón, América del Norte, Europa y Australia                                   |
|      | Anuncios de los nuevos juegos para Nintendo Switch: It Takes Two, Project Zero: Mask of the Lunar Eclipse, Just Dance 2023, Pikmin 4, The Legend of Zelda: Tears of the Kingdom, etc. | Nintendo Direct                                                  | 45:22                                             | 13/09/2022                               | Yoshiaki Koizumi                                                                            | Japón, América del Norte, Europa y Australia                                   |
|      | Estreno mundial del primer tráiler de The Super Mario Bros. Movie. | The Super Mario Bros. Movie Direct                               | 8:02                                              | 06/10/2022                               | Shigeru Miyamoto                                                                            | Japón, América del Norte, Europa y Australia                                   |
|      | Juegos indie para Nintendo Switch. | Indie World                                                      | 09/11/2022                                        |                                          | Japón, América del Norte, Europa y Australia                                                |                                                                                |
|      | Estreno mundial del segundo tráiler de The Super Mario Bros. Movie. | The Super Mario Bros. Movie Direct                               | 5:27                                              | 29/11/2022                               | Shigeru Miyamoto                                                                            | Japón, América del Norte, Europa y Australia                                   |
|      | Anuncios de los nuevos juegos para Nintendo Switch: Pikmin 4, Samba de Amigo: Party Central, Nintendo Switch Online: Game Boy y Game Boy Advance, Fashion Dreamer, Disney Illusion Island, Profesor Layton and the New World of Steam, Octopath Traveller 2 y The Legend of Zelda: Tears of the Kingdom. | Nintendo Direct                                                  | 44:22                                             | 08/02/2023                               |                                                                                             | Japón, América del Norte, Europa y Australia                                   |
|      | Nueva información sobre Pokémon Escarlata y Pokémon Púrpura. También se anunciaron novedades sobre Pokémon Sleep, Pokémon GO, el Juego de Cartas Coleccionables Pokémon, Pokémon Masters EX, Pokémon UNITE y Pokémon Café ReMix. También se reveló información sobre el Campeonato Mundial Pokémon 2023. Chris Brown, el director de Global Sports y organizador de eventos en The Pokémon Company International, fue el encargado de contar todos los detalles sobre el evento que este año tendrá lugar, por primera vez, en Japón, del 11 al 13 de agosto. | Pokémon Presents                                                 | 25:47                                             | 27/02/2023                               | Tsunekazu Ishihara, Chris Brown                                                             | Japón, América del Norte, Europa y Australia                                   |
|      | Estreno mundial del tráiler final de The Super Mario Bros. Movie. | The Super Mario Bros. Movie Direct                               | 6:53                                              | 09/03/2023                               | Shigeru Miyamoto                                                                            | Japón, América del Norte, Europa y Australia                                   |
|      | Juegos indie para Nintendo Switch. | Indie World                                                      | 21:45                                             | 19/04/2023                               |                                                                                             | América del Norte, Europa y Australia                                          |
|      | Juegos indie para Nintendo Switch. | Indie World                                                      | 25:56                                             | 20/04/2023                               |                                                                                             | Japón                                                                          |